# Hypsicera kenyensis
Hypsicera kenyensis är en stekelart som först beskrevs av André Seyrig 1935.  Hypsicera kenyensis ingår i släktet Hypsicera och familjen brokparasitsteklar. Inga underarter finns listade i Catalogue of Life.